# 革狗母魚
革狗母鱼（学名：Synodus dermatogenys），又名狗母梭、錦鱗蜥魚，为輻鰭魚綱仙女魚目合齒鱼科狗母鱼属的一種。

## 分布
本於分布于印度太平洋區，包括红海及非洲东岸、东到夏威夷、东南到社会群岛、北到日本南部以及西沙群岛、南沙群岛、台湾岛以及福建沿海等，多见于海洋沙底暗礁的地方。

## 深度
水深1至70公尺。

## 特徵
本魚體延長呈圓柱形，口大具利齒，體色複雜，體側具數個褐色鞍狀斑，側線上方具一條明顯的淡藍色縱紋，有脂鰭，尾鰭叉形。體長可達24公分。

## 生態
本魚棲息在礁沙混合區或礁石平台上，游泳能力不強，常停棲於礁盤上，伺機捕食獵物，以小魚及小型底棲無脊椎動物為食。

## 經濟利用
可作為食用魚。